# Nhóm ngôn ngữ German phía Đông
Chi ngôn ngữ German phía Đông, còn được gọi là Chi ngôn ngữ German Oder–Vistula là một nhánh của ngữ tộc Đức đã tuyệt chủng được sử dụng bởi các dân tộc Đông Đức. Đông Đức là một trong những nhánh chính của ngôn ngữ Đức, cùng với chi ngôn ngữ Đức phía Bắc và Đức phía Tây. 
Chi ngôn ngữ German phía Đông duy nhất mà các văn bản được biết đến là tiếng Goth, mặc dù một danh sách từ và một số câu ngắn tồn tại từ tiếng Goth Krym một phương ngữ của nó. Chi ngôn ngữ German phía Đông khác bao gồm tiếng Vandal và tiếng Burgundi, mặc dù phần còn lại duy nhất của những ngôn ngữ này là ở dạng các từ biệt lập và cụm từ ngắn. Hơn nữa, việc bao gồm tiếng Burgundi gần đây đã bị nghi ngờ. tiếng Goth Krym được cho là đã tồn tại cho đến thế kỷ 18 trong các khu vực biệt lập của Krym.